# Limnochromis
Genre
Limnochromis est un genre de poissons endémiques du lac Tanganyika appartenant à la famille des Cichlidae.  Il existe au moins trois espèces, qui sont toutes probablement des incubateurs buccaux biparentaux (c'est-à-dire que les deux parents conservent un temps leurs œufs fécondés et/ou leurs alevins dans leur bouche).

## Liste des espèces
Selon FishBase (25 janv. 2017) et ITIS (25 janv. 2017) :
- Limnochromis abeelei Poll, 1949
- Limnochromis auritus (Boulenger, 1901)
- Limnochromis staneri Poll, 1949